# Шувак, Звоне
Звоне Шувак (словен. Zvone Šuvak, родился 29 августа 1958 года в Есенице) — югославский и словенский хоккеист, игравший на позиции левого нападающего; лучший бомбардир сборной Югославии за всю её историю (202 очка). Племянник хоккеиста Мирана Крмеля, сын его сестры .

## Биография
Шувак известен по выступлениям в чемпионате Югославии и Словении, большую часть карьеры провёл за «Акрони Есенице» из города Есенице. В Югославской хоккейной лиге он забросил 520 шайб и отдал 314 голевых передач, трижды завоёвывая титул лучшего бомбардира чемпионата.
В составе сборной Югославии сыграл 155 матчей на чемпионатах мира и Олимпийских играх, где забросил 129 шайб и отдал 73 голевые передачи; был одним из ключевых игроков сборной Югославии на Олимпийских играх 1984 года. В 1979 году стал лучшим бомбардиром в группе C чемпионата мира и помог команде одержать победу. Провёл также 2 игры за сборную Словении и отметился одной голевой передачей.
С 8 июня 2009 года — спортивный директор клуба «Акрони Есенице».